# NGC 6676
NGC 6676 је спирална галаксија у сазвежђу Змај која се налази на NGC листи објеката дубоког неба.
Деклинација објекта је + 66° 57' 36" а ректасцензија 18h 33m 9,6s. Привидна величина (магнитуда) објекта NGC 6676 износи 14,4 а фотографска магнитуда 15,2. NGC 6676 је још познат и под ознакама UGC 11286, MCG 11-22-54, CGCG 322-45, KUG 1833+669, IRAS 18331+6655, PGC 62021.